# Mysmenopsis
Genre
Synonymes
- Lucarachne Bryant, 1940

Mysmenopsis est un genre d'araignées aranéomorphes de la famille des Mysmenidae.

## Distribution
Les espèces de ce genre  se rencontrent en Amérique.

## Liste des espèces
Selon World Spider Catalog (version 24.5, 26/08/2023) :
- Mysmenopsis alvaroi Dupérré & Tapia, 2020
- Mysmenopsis amazonica Dupérré & Tapia, 2020
- Mysmenopsis angamarca Dupérré & Tapia, 2020
- Mysmenopsis archeri Platnick & Shadab, 1978
- Mysmenopsis atahualpa Baert, 1990
- Mysmenopsis awa Dupérré & Tapia, 2020
- Mysmenopsis baerti Dupérré & Tapia, 2020
- Mysmenopsis bartolozzii Dupérré & Tapia, 2020
- Mysmenopsis beebei (Gertsch, 1960)
- Mysmenopsis capac Baert, 1990
- Mysmenopsis chiquita Dupérré & Tapia, 2015
- Mysmenopsis choco Dupérré & Tapia, 2020
- Mysmenopsis cidrelicola (Simon, 1895)
- Mysmenopsis cienaga Müller, 1987
- Mysmenopsis corazon Dupérré & Tapia, 2020
- Mysmenopsis cube Dupérré & Tapia, 2020
- Mysmenopsis cymbia (Levi, 1956)
- Mysmenopsis dipluramigo Platnick & Shadab, 1978
- Mysmenopsis femoralis Simon, 1898
- Mysmenopsis fernandoi Dupérré & Tapia, 2015
- Mysmenopsis funebris Simon, 1898
- Mysmenopsis furtiva Coyle & Meigs, 1989
- Mysmenopsis gamboa Platnick & Shadab, 1978
- Mysmenopsis guanza Dupérré & Tapia, 2020
- Mysmenopsis guayaca Dupérré & Tapia, 2020
- Mysmenopsis huascar Baert, 1990
- Mysmenopsis hunachi Dupérré & Tapia, 2020
- Mysmenopsis ischnamigo Platnick & Shadab, 1978
- Mysmenopsis ixlitla (Levi, 1956)
- Mysmenopsis junin Dupérré & Tapia, 2020
- Mysmenopsis kochalkai Platnick & Shadab, 1978
- Mysmenopsis lasrocas Dupérré & Tapia, 2020
- Mysmenopsis lloa Dupérré & Tapia, 2020
- Mysmenopsis lopardoae Pantoja, Bonaldo & Xavier, 2023
- Mysmenopsis mexcala Gertsch, 1960
- Mysmenopsis monticola Coyle & Meigs, 1989
- Mysmenopsis nadineae Pantoja, Bonaldo & Xavier, 2023
- Mysmenopsis onorei Dupérré & Tapia, 2015
- Mysmenopsis otokiki Dupérré & Tapia, 2020
- Mysmenopsis otonga Dupérré & Tapia, 2015
- Mysmenopsis pachacutec Baert, 1990
- Mysmenopsis palpalis (Kraus, 1955)
- Mysmenopsis penai Platnick & Shadab, 1978
- Mysmenopsis pululahua Dupérré & Tapia, 2020
- Mysmenopsis regiae Pantoja, Bonaldo & Xavier, 2023
- Mysmenopsis rodriguesae Pantoja, Bonaldo & Xavier, 2023
- Mysmenopsis salazarae Dupérré & Tapia, 2020
- Mysmenopsis schlingeri Platnick & Shadab, 1978
- Mysmenopsis shushufindi Dupérré & Tapia, 2020
- Mysmenopsis snethlageae Pantoja, Bonaldo & Xavier, 2023
- Mysmenopsis tengellacompa Platnick, 1993
- Mysmenopsis tepuy Dupérré & Tapia, 2020
- Mysmenopsis tibialis (Bryant, 1940)
- Mysmenopsis tungurahua Dupérré & Tapia, 2020
- Mysmenopsis viracocha Baert, 1990
- Mysmenopsis wygodzinskyi Platnick & Shadab, 1978
- Mysmenopsis yupanqui Baert, 1990

Selon World Spider Catalog (version 23.5, 2023) :
- † Mysmenopsis lissycoleyae Penney, 2000

## Systématique et taxinomie
Ce genre a été décrit par Simon en 1898 dans les Theridiidae. Il est placé dans les Symphytognathidae par Gertsch en 1960 puis dans les Mysmenidae par Forster et Platnick en 1977.
Lucarachne a été placé en synonymie par Platnick et Shadab en 1978.

## Publication originale
- Simon, 1898 : « On the spiders of the island of St Vincent. III. » Proceedings of the Zoological Society of London, vol. 1897, p. 860-890 (texte intégral).